# Karl-Heinz Oberfranz
Karl-Heinz Oberfranz (nascido em 23 de dezembro de 1951) é um ex-ciclista de estrada alemão que competiu no ciclismo nos Jogos Olímpicos de Verão de 1972.